# Arctomecon
Arctomecon (Torr. & Frém., 1845) è un genere di piante appartenente alla famiglia delle Papaveraceae, composto da 3 specie endemiche degli Stati Uniti sud-occidentali.

## Etimologia
Il nome del genere deriva dai termini greci árktos (orso) e mekon (papavero). Il riferimento è alla peluria biancastra presente sulle foglie degli individui di tutte le specie.

## Descrizione
Le specie comprese nel genere sono costituite da piante erbacee, biennali o perenni, caratterizzate da lunghe foglie ricoperte da una peluria biancastra e raggruppate a rosetta alla base del fusto; la loro forma è a cuneo rovesciato (si restringono dall'apice verso il basso) e normalmente sono dentate al vertice. I fiori si trovano su lunghi peduncoli, sono di colore bianco o giallo e presentano tra i 4 e i 6 petali.

## Distribuzione e habitat
Le 3 specie del genere Arctomecon sono tutte originarie della zona che circonda il deserto del Mojave. Arctomecon humilis è stata originariamente osservata nella parte sud-occidentale della Contea di Washington, in Utah, al confine con il Nevada; le altre due specie sono endemiche della Contea di Clark, in Nevada, con qualche stazione di Arctomecon californica osservata nella limitrofa contea di Mohave, in Arizona. Le specie sono considerate in pericolo di estinzione a causa della diminuzione del loro areale.

## Tassonomia
All'interno del genere Arctomecon sono attualmente incluse le seguenti specie:
- Arctomecon californicum Torr. & Frém.
- Arctomecon humilis Coville
- Arctomecon merriamii Coville